# Макоед, Елена Ивановна
Елена Ивановна Макое́д (англ. Yelena Ivanovna Makoyed; род. 3 мая 2001, Москва, Россия) — американская спортсменка, борец вольного и студенческого стиля. Призёрка чемпионата США. Трехкратная чемпионка США по студенческой борьбе.

## Биография
Елена родилась в Москве, Россия, в семье иммигрантов из Республики Беларусь, по национальности русская. Первыми тренерами являлись Юрий Скрылев и Закий Бикбулатов в ГБУ Спортивной школе олимпийского резерва № 42 города Москвы. Окончила среднюю школу Белла Виста в Фер-Оукс (Калифорния). Живет Елена с родителями в городе Оринджвейл, штат Калифорния. На национальных турнирах по вольной борьбе представляет команду "Titan Mercury Wrestling Club" (Калифорния).

## Спортивная карьера

### Студенческая борьба
Елена победительница и призёрка множеств региональных и национальных турниров по студенческой борьбе в весе от 170 до 190 фунтов. В начале 2021 года стала чемпионкой США в весе до 170 фунтов. В апреле 2021 года выиграла престижнейший турнир памяти Клиффа Кина в весе до 170 фунтов (77 кг).  В 2022 году стала первой девушкой борцом, которая удостоилась звания лучшего борца США среди высших учебных заведений. С 2019 по 2023 года Елена имела рекорд в борьбе 94 победы и всего 4 поражения.

### 2021
В июне она стала победительницей панамериканского чемпионата среди юниоров в весе до 76 кг. В сентябре стала третьей на отборочном турнире для участия на чемпионате мира в Норвегии.

### 2022
В начале июне пришла первой на международном рейтинговом турнире "Маттео Пелликоне" в Италии, победив в финальном поединке украинку Анастасию Алпееву. В конце июня так же выиграла рейтинговый турнир в Тунисе, выиграв на своем пути титулованную Амер Самар из Египта. В июле пришла первой на гран-при Испании. В конце 2022 года финишировала на четвертом месте в качестве члена сборной США на кубке мира.

### 2023
В феврале выиграла рейтинговый турнир в Загребе (Хорватия). В апреле Елена добыла бронзовую медаль на взрослом чемпионате США в весе до 76 кг, после чемпионата США Елена стала членом взрослой сборной США по вольной борьбе. В середине июля Макоед стала третьей на международном рейтинговым турнире «Имре Пойяк и Варга Янош» в Венгрии, победив в начале турнира досрочно литовку Камилу Гаукайте, но в следующем круге она уступила китайской спортсменке Кьюндегенчага Кьюндегенчага, и добыла лишь бронзовую медаль, одолев многократную призёрку чемпионатов мира эстонку Эпп Мяэ.

### 2024
В апреле была в шаге от попадания в олимпийскую сборную США для участия на Летних Олимпийских играх в Париже, дойдя до финала отборочного турнира "Olympic team trials" она уступила Кеннеди Блейдс.

## Спортивные достижения
- 2022 Кубок мира  — 4;
- 2023 Чемпионат США — ;